# ダンシング・チャップリン
『ダンシング・チャップリン』は、2011年公開の日本映画。監督・構成は周防正行。草刈民代のバレエ人生36年の集大成として、フランスの巨匠振付家ローラン・プティがチャールズ・チャップリンを題材としたバレエ作品を映画として撮影・編集した作品。
2009年にバレリーナを引退した草刈が、36年のバレエ人生の集大成ともいえる本作でのバレエを「私のラストダンス」と宣言している。

## 内容

### 第1幕
「アプローチ」：本作の映画化にむけて周防監督がイタリア・スイス・日本を巡り、振付家プティとの打ち合わせや、草刈民代をはじめとする世界中から集まったダンサーたちの練習風景などの舞台裏60日間を追った記録。

### 第2幕
「バレエ」：全2幕20場からなる舞台作品「ダンシング・チャップリン」を1幕13場に絞り、映画のために再構成・演出・撮影した作品。

## キャスト
- バレエダンサー - ルイジ・ボニーノ
- バレリーナ - 草刈民代
- バレエダンサー - ジャン＝シャルル・ヴェルシェール 他

## スタッフ
- 監督・構成：周防正行
- 振付：ローラン・プティ
- 配給：東宝、アルタミラピクチャーズ

## 註釈
1. ↑  映画『ダンシング・チャップリン』公式HP - イントロダクション